# Antrocephalus dipterophagus
Antrocephalus dipterophagus is een vliesvleugelig insect uit de familie bronswespen (Chalcididae). De wetenschappelijke naam is voor het eerst geldig gepubliceerd in 1922 door Girault.